# Cullyleenan
Cullyleenan est un townland dans la paroisse civile de Tomregan, la baronnie de Tullyhaw et le comté de Cavan, en Irlande.

## Géographie
Quatre townlands bordent le territoire :
- au nord, Annagh ;
- à l'ouest, Derryginny ;
- au sud, Agharaskilly;
- à l'est, Mullaghduff.

La Shannon canalisée coule vers le nord, le long de la frontière ouest de Cullyleenan. Un drumlin, au centre du territoire, culmine à 60 mètres.
Au niveau routier, Cullyleenan est desservi par Bridge Street, la route nationale N87, la route d'Agharaskilly et Chapel Road. 
La ligne de chemin de fer de Cavan & Leitrim Railway n'est plus en service. 
Le townland couvre une superficie de 25 hectares dont un peu moins d'un hectare en eau.

## Toponymie
Le nom du townland est une anglicisation du nom de lieu gaélique « Coill Uí Lionáin » qui signifie « bois d’O’Lenan». Ce bois a probablement appartenu à un membre de la famille Uí Lionán qui était une famille bardique du comté de Fermanagh. 
Les autres significations suggérées sont « bois de la berge de pêche » ou « bois des gorges ». 
La carte de 1609, datant de l'Ulster Plantation, indique « Colelenan ».
Une étude de 1610 mentionne « Cowlynan ». Une enquête de 1630 l'écrit « Cowlynan ». Le Commonwealth Survey de 1652 l’appelle « Coolelena » et la carte de 1659 cite « Colelolan ».
Une gratification de 1666 indique « Coolonenan », alias « Colelonan ». 
La carte de William Petty en 1685 la définit comme « Cololan ».
La liste de noms de 1790 de Cavan Carvaghs indique « Cullelinan ».

## Histoire
Pendant la plantation d'Ulster, par accord du 23 juin 1610, entre autres, le roi James VI attribue  "Cowlynan" à Hugh Culme, partie du manoir de Calva.
Culme cède ses droits de Cullyleenan à Walter Talbot de Ballyconnell. Walter Talbot décède le 26 juin 1625 à Ballyconnell et son fils James Talbot lui succède, à l'âge de 10 ans. Le 20 septembre 1630, les terres de Walter Talbot comprennent  Cowlynan . Le colonel George Talbot était propriétaire d'un domaine situé dans le comté de Cecil, dans le Maryland, qu'il a nommé Ballyconnell en l'honneur de sa ville natale du comté de Cavan. George Talbot est nommé arpenteur général du Maryland en 1683. À la suite de la rébellion irlandaise de 1641, la succession de James Talbot à Ballyconnell est confisquée dans le cadre de la loi de Cromwell concernant l'Irlande en 1652. Il est catholique et reçoit une compensation en 1655 à Castle Rubey, comté de Roscommon. Il meurt en 1687.
En 1652, les rebelles irlandais de la région de Ballyconnell sont vaincus et placés sous le contrôle du capitaine cromwellien Thomas Gwyllym. Il est originaire de Glenavy, comté d'Antrim, où son père, le révérend Meredith Gwyllym, est vicaire des paroisses de Glenavy, Camlin, Tullyrusk, Ballinderry et Magheragall, de 1622 à peu de temps après 1634.
Le nom de Gwyllym apparaît pour la première fois dans la région en tant que propriétaire du domaine de Ballyconnell dans un acte du Commonwealth Survey de 1652, ainsi que comme commissaire de Cavan dans les ordonnances « Hearth Money » de 1660  et de 1664 où il est indiqué qu'il possède cinq foyers à Ballyconnell. Après la restauration du roi Charles II en 1660, James Talbot tente de lui reprendre le domaine de Ballyconnell mais une dernière concession est accordée à Thomas Gwyllym en août 1666, qui comprend 66 acres et 16 perches de terres rentables et 252 acres de terres non rentables de « Coolonenan » alias « Colelonan ». Thomas Gwyllym décède en 1681 et son fils, le colonel Meredith Gwyllym, hérite du domaine de Ballyconnell, notamment de Cullyleenan.
Le domaine de Gwyllym est vendu pour 8 000 £ en 1724 au colonel Alexander Montgomery (1686-1729) de Convoy House, comté de Donegal, M.P. (parlementaire) pour le comté de Donegal de 1725 à 1727 et pour le comté de Donegal de 1727 à 1729. Il décède en 1729 et laisse le domaine de Ballyconnell à son neveu George Leslie qui prend alors le nom de George Leslie Montgomery (en). George Leslie Montgomery est parlementaire pour Strabane, comté de Tyrone de 1765 à 1768 et pour le comté de Cavan de 1770 à 1787. Lorsqu'il meurt et laisse la succession de Ballyconnell à son fils George Montgomery, dont la succession est administrée par la Chancellerie pour cause d'incapacité mentale.
George Montgomery meurt en 1841, la succession passe à ses cousins Enery de Bawnboy. En 1856, ils vendent le domaine pour profiter de sa valeur accrue en raison de l'ouverture du canal de Shannon-Erne, dit « de Woodford », qui est réalisé la même année. Le domaine est divisé entre différents acheteurs.
Les rôles pour la dîme de 1827 énumèrent les redevables suivants dans le comté : Keon, Grimes, Wynne, Clark, McLaughlin, Sturdy, Hanna, Donahy, Montgomery, Answell, Reilly, Brady, Sheridan, McGraugh, Benison, Gallagher, Muragher, Enery.
En 1829, une école du dimanche est créée dans le townland, financée par l'Hibernian Sunday School Society.
Les carnets de noms de l'Ordnance Survey de 1836 donnent la description suivante du townland Coill Uí Lionáin, (Le bois d'O'Lenen). Au sud de Ballyconnell. Propriété de Montgomery. Loué 2 £ par acre arable. 10 acres de tourbière et 8 acres de pâturage, le reste est constitué de terres arables. Il contient une partie de la ville de Ballyconnell, l'église catholique romaine et plusieurs bonnes routes.
L'« évaluation de Griffith » de 1857 répertorie les propriétaires du townland : Kane, Webb et Wilson ; et les locataires : Webb, McDermott, Donohoe, Rourke, Brady, Reilly, Maguire, McGaghran, Kelly, Flynn, Sullivan, Kane, Griffin, Roe, Gallaher, la chapelle catholique romaine, Gileese, Benson, Thompson et Wilson. Des informations complémentaires et une carte détaillée avec l'emplacement de chaque exploitation sont disponibles en ligne.
Dans la collection « Dúchas School », un conte de Miss Yeates, « Le palais de justice, à Ballyconnell en 1938 », raconte une histoire de fantômes sur Daisy Hill, à Cullyleenan.

## Évolution démographique
| Année de recensement | nombre d'habitants      | nombre d'habitations |
| 1841                 | 220                     | 40                   |
| 1851                 | 164 famine de 1845-1847 | 30                   |
| 1861                 | 90                      | 21                   |
| 1871                 | 58                      | 19                   |
| 1881                 | 65                      | 16                   |
| 1891                 | 47                      | 16                   |
| 1901                 | -                       | 13                   |
| 1911                 | -                       | 14                   |

## Patrimoine local
1. Une colline fortifiée médiévale (ringfort)[21].

1. L'église Notre-Dame-de-Lourdes inaugurée le 25 août 1968[22],[23].

1. Nouvelle école de Ballyconnell (ouverte en septembre 1968)[24].

1. L'église catholique St. Brigid, désaffectée, (édifiée en 1843 sur le site d'un ancien bâtiment des années 1780))[25],[26].

1. Maison paroissiale catholique des années 1875.

1. Cimetière interconfessionnel (ouvert dans les années 1980).

1. L'ancienne gare (ouverte le 24 octobre 1887, fermée définitivement le 1er avril 1959)[27].

1. Le pont de Ballyconnell construit dans les années 1830 [28].

1. Le pont rouge de Cavan and Leitrim Railway, construit en 1887.

1. Deux bâtiments industriels anciens : l'usine Star Plastics (ouverte en 1962) la laiterie de Ballyconnell (ouverte en 1902, fermée en 1947).

1. Une Hedge School ouverte en 1826. Le directeur, James Clarke, était protestant. C'est un bâtiment de pierre et craie, estimé à 6 £. L'établissement était fréquenté par 68 élèves, 38 garçons et 30 filles, 39 étaient catholiques, 29 de l'Église d'Irlande et un presbytérien.